# La trenza
La trenza es el cuarto álbum de estudio de la cantante chilenomexicana Mon Laferte, publicado el 28 de abril de 2017.
En menos de dos semanas el álbum recibe la certificación de Oro en México tras haber vendido 30 000 copias, el 16 de junio de 2017 recibe disco de platino por haber vendido 60 000 copias, y solo 4 días después recibe 2 discos de Platino en su natal Chile por 20 000 copias vendidas y disco de platino por su sencillo Amárrame (feat. Juanes) por 10 000 descargas digitales . El álbum, debutó en la posición 13 de la lista estadounidense 'Latin Pop Albums' de Billboard.

## Antecedentes
Desde mediados de 2016, la artista comenzó a trabajar en el álbum, que originalmente se creía que se llamaría Mon Laferte vol. 2, como continuación del álbum anterior.
El 10 de febrero se publicaron dos sencillos del álbum «Amárrame» y «Yo te qui», siendo el primero una colaboración con el artista colombiano Juanes.
El nombre definitivo del álbum lo presentó el 19 de abril por medio de las redes sociales y el 20 de abril por medio de la plataforma Instagram la artista mostró la portada del álbum y el de sus canciones, algunas de ellas ya conocidas por el público como «Ana» un cover de Los Saicos, «Cielito de Abril», canción que fue parte de la banda sonora de la película peruana Loco cielo de Abril, «No te fumes mi mariguana», la que ya había interpretado en vivo. El mismo día compartió adelantos de todas las canciones y relató cómo las compuso. La principal de ellas fue «La trenza», bolero que titula y cierra el álbum, cuya letra se basó en las palabras de su abuela y sobre la que señaló: «Literalmente es la historia de cómo veía mi abuela la vida de su nieta, de mí, cómo soñaba que fuera esta niña y yo solo escribí lo que recordaba que decía mi abuela». La cantante además catalogó a «Pa' dónde se fue» como una de sus canciones favoritas y sostuvo: «Cuando la compuse salió muy fácil, y cuando las canciones salen así, es porque estaban ahí»; mientras que describió a «No te fumes mi mariguana» como un chiste cuyo ritmo «se hizo pensando en el show y para divertir a la gente» , en una entrevista indicó que se inspiró en la canción «Marihuana Boogie» de Lalo Guerrero.
Además de Juanes que colaboró con la canción «Amárrame», el álbum además cuenta con la colaboración de Enrique Bunbury en la canción «Mi buen amor», Manuel García en la canción «Cielito de Abril» y además el grupo chileno Los Celestinos que colaboró en canción «Yo te qui».
El álbum fue finalmente lanzado el 28 de abril de 2017.

### Edición Deluxe
El 10 de noviembre lanza la edición deluxe del álbum, el cual cuenta con 4 canciones inéditas y un DVD  con la grabación de las presentaciones en el Teatro Caupolicán, en Santiago de Chile, parte de su gira Amárrame Tour. las cuatro canciones incluidas son: "Alelí", "Vendaval", "Palomita" y "Cuando era flor". La canción Alelí contó con la colaboración de Caloncho, esta canción es una nueva versión de otra que originalmente fue parte de la banda sonora de la película Loco cielo de Abril en aquella versión que se encuentra del año 2014, la interpretó junto a Carmen Ramos. El vídeo del concierto del Teatro Caupolicán fue estrenado en México en las salas de Cinépolis.

## Lista de canciones
| La trenza |                                        |                                   |          |  |
| N.º       | Título                                 | Escritor(es)                      | Duración |  |
| 1.        | «Pa' dónde se fue»                     | Mon Laferte                       | 4:04     |  |
| 2.        | «Que sí»                               | Mon Laferte, Gamaliel de Santiago | 3:20     |  |
| 3.        | «Mi buen amor» (con Enrique Bunbury)   | Mon Laferte                       | 3:43     |  |
| 4.        | «Ana»                                  | E. Flores-R. Carpio               | 2:44     |  |
| 5.        | «Amárrame» (con Juanes)                | Mon Laferte                       | 3:23     |  |
| 6.        | «Yo te qui»                            | Mon Laferte                       | 2:44     |  |
| 7.        | «Primaveral»                           | Mon Laferte                       | 3:51     |  |
| 8.        | «No te fumes mi mariguana»             | Mon Laferte, Manú Jalil           | 4:30     |  |
| 9.        | «Cielito de Abril» (con Manuel García) | Mon Laferte, César Ceja           | 2:54     |  |
| 10.       | «Flaco»                                | Mon Laferte                       | 4:16     |  |
| 11.       | «La trenza»                            | Mon Laferte                       | 3:48     |  |

| La trenza — Edición especial |                        |                         |          |  |
| N.º                          | Título                 | Escritor(es)            | Duración |  |
| 12.                          | «Alelí» (con Caloncho) | Mon Laferte, César Ceja | 3:12     |  |
| 13.                          | «Vendaval»             | Mon Laferte             | 3:34     |  |
| 14.                          | «Palomita»             | Mon Laferte             | 4:16     |  |
| 15.                          | «Cuando era flor»      | Mon Laferte             | 4:41     |  |

## Disco 2: DVD (edición deluxe)
La Edición deluxe del álbum, publicada el 10 de noviembre incluye un segundo disco, que es un DVD donde aparece material en vivo de las presentaciones en el Teatro Caupolicán, ubicado en Santiago de Chile, en México también se presentó a través de proyección en salas de cine de la cádena Cinépolis. Es el segundo DVD de este tipo realizado por Mon Laferte, el primero es el que acompañaba la edición especial del álbum Mon Laferte vol. 1, publicado en el año 2016, el cual era la grabación de un concierto en el Lunario del Auditorio Nacional del año 2015.

### Lista de canciones[14]
| (en vivo desde el Caupolicán) |                                        |                                             |          |  |
| N.º                           | Título                                 | Escritor(es)                                | Duración |  |
| 1.                            | «Primaveral»                           | Mon Laferte                                 |          |  |
| 2.                            | «Que sí»                               | Mon Laferte, Gamaliel de Santiago Ruvalcaba |          |  |
| 3.                            | «Cielito de Abril» (con Manuel García) | Mon Laferte, César Ceja                     |          |  |
| 4.                            | «Yo te qui»                            | Mon Laferte                                 |          |  |
| 5.                            | «La trenza»                            | Mon Laferte                                 |          |  |
| 6.                            | «Cuando era flor»                      | Mon Laferte                                 |          |  |
| 7.                            | «Flaco»                                | Mon Laferte                                 |          |  |
| 8.                            | «Ana»                                  | Erwin Flores, Rolando Carpio                |          |  |
| 9.                            | «No te fumes mi mariguana»             | Mon Laferte, Manú Jalil                     |          |  |
| 10.                           | «Mi buen amor»                         | Mon Laferte                                 |          |  |
| 11.                           | «Amárrame»                             | Mon Laferte                                 |          |  |
| 12.                           | «Pa' donde se fue»                     | Mon Laferte                                 |          |  |

## Sencillos
El 10 de febrero de 2017 fueron publicadas dos canciones «Amárrame» y «Yo te qui», ambos lanzados para las plataformas digitales de streaming y descarga, publicados antes del lanzamiento del álbum, el primero sencillo es una cumbia cantada con colaboración del cantante Juanes, el video musical del mismo se encuentra grabado en Little Haiti de Miami  y  «Yo te qui», considerado sencillo promocional, es un vals peruano, que fue lanzado con un vídeo de la letra en YouTube. El segundo sencillo es Mi buen amor, canción originalmente creada por Mon Laferte para la banda Los Ángeles Negros, pero dado que no pudieron grabarla por motivo de tiempo y dado el trabajo que le había tomado crear este tema, la artista decidió grabarla con la colaboración del cantante español Enrique Bunbury, su video musical muestra imágenes de su gira Amárrame Tour.
Primaveral es el tercer sencillo, es una canción pop rock con influencias musical del pop de fines de los años 60, su video musical muestra la fragilidad de la relaciones humanas simbolizada en una figura de cartón que aparece como novio de la artista.

## Crítica
El álbum ha tenido una positiva recepción por parte de la crítica, ocupando diferentes lugares entre las listas los mejores álbumes del año 2017 tanto a nivel chileno, como a nivel mexicano y latinoamericano,  destacándose su posición número 7 entre los mejores álbumes latinos del año 2017 y la posición número 5 de la canción homónima "La trenza" entre las mejores canciones latinas del año ambas del Billboard, en reseña indicando que es una «canción feminista para niñas trenzada en un bolero de la vieja escuela, Mon Laferte hace que una canción hermosa sea aún más poderosa».
Mon Laferte recibió 5 nominaciones a los premios Latin Grammy por este álbum y su sencillo Amárrame, ganando el premio a la mejor canción alternativa.  El sitio Latin Pop Brasil le otorgó el premio al Disco del año de América Latina.

## Posiciones en listas
| Listas                                      | Mejor Posición |
| ------------------------------------------- | -------------- |
| Estados Unidos (Billboard Latin Pop Albums) | 4              |
| México (AMPROFON)                           | 1              |
| España (PROMUSICAE)                         | 76             |

| Lista (2017)                                | Mejor posición |
| ------------------------------------------- | -------------- |
| México (AMPROFON)                           | 5              |
| Estados Unidos (Billboard Top Latin Albums) | 91             |

| Lista (2018)      | Mejor posición |
| ----------------- | -------------- |
| México (AMPROFON) | 76             |

## Certificaciones
| País (organismo certificador) | Certificación  | Unidades certificadas |
| ----------------------------- | -------------- | --------------------- |
| Argentina (CAPIF)             | Oro            | 10 000                |
| Chile (IFPI)                  | 12× Platino    | 240 000               |
| México (AMPROFON)             | Diamante + Oro | 330 000               |
| Perú (UNIMPRO)                | 2× Platino     | 60 000                |
| Colombia (ASINCOL)            | Oro            | 5 000                 |
| Ecuador (IFPI)                | Oro            | 3 000                 |

## Premios y nominaciones
| Año  | Premio         | Categoría                         | Trabajo   | Resultado |
| ---- | -------------- | --------------------------------- | --------- | --------- |
| 2017 | Grammy Latinos | Álbum del año                     | La trenza | Nominada  |
| 2017 | Grammy Latinos | Mejor álbum de música alternativa | La trenza | Nominada  |
| 2018 | Premios Pulsar | Álbum del año                     | La trenza | Nominada  |